# Drosophila huangshaenensis
Drosophila huangshaenensis este o specie de muște din genul Drosophila, familia Drosophilidae, descrisă de Mahito Watabe în anul 2008. Conform Catalogue of Life specia Drosophila huangshaenensis nu are subspecii cunoscute.